# Thomas Langmann
Pour les articles homonymes, voir Langmann.
Thomas Langmann, né le 24 mai 1971 à Paris, est un producteur de cinéma, acteur, réalisateur et scénariste français. Il a notamment produit The Artist dont il remporte l’Oscar du meilleur film.
Il est le fils du producteur et réalisateur Claude Berri, le frère de l'acteur Julien Rassam, le neveu des producteurs Jean-Pierre Rassam et Paul Rassam, ainsi que de la monteuse et scénariste Arlette Langmann, et le cousin du producteur Dimitri Rassam.

## Biographie

### Jeunesse et famille
Thomas Langmann est le fils du producteur et réalisateur Claude Berri et d'Anne-Marie Rassam,,. Il est le neveu des producteurs Jean-Pierre Rassam et Paul Rassam. Son frère Julien Langmann, décédé en 2002, était acteur sous le nom de Julien Rassam ; il a un demi-frère, Darius, doctorant en philosophie.

### Révélation critique en tant qu'acteur (années 1990)
Après des études à l'École des Roches, Thomas Langmann fait, dans son enfance, une première apparition en tant qu'acteur dans le film Je vous aime, réalisé par son père. Il poursuit ensuite une carrière de comédien, accédant directement aux premiers rôles. À l'âge de 17 ans, il tient la vedette du film Les Années sandwiches, qui lui vaut une nomination au César du meilleur espoir masculin. Dans Bille en tête, il interprète un adolescent qui tente de séduire une femme mariée, interprétée par Kristin Scott Thomas. On le voit en 1991 dans les rôles principaux des films Nuit et Jour, de Chantal Akerman, et Paris s'éveille, réalisé par Olivier Assayas. Ce dernier rôle lui vaut une seconde nomination au César du meilleur espoir masculin.
Au cours des années 1990, Thomas Langmann raréfie sa présence devant la caméra, puis abandonne le métier d'acteur pour celui de producteur. D'abord collaborateur de son père, il vole ensuite de ses propres ailes en créant à 24 ans sa propre société de production, La Petite Reine (en référence à Renn Productions, la société de son père),.

### Percée en tant que producteur (années 2000)

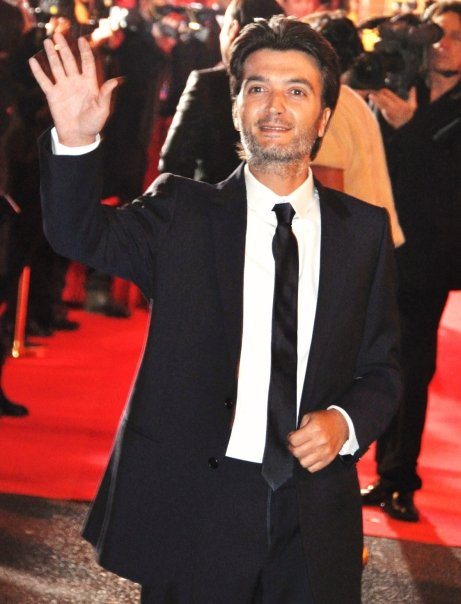
Le producteur à la des César, pour L'Instinct de mort.

Ses premières productions sont des comédies populaires : Le Boulet, d'Alain Berberian (2001) et Double Zéro, de Gérard Pirès (2002). Mais les deux films sont des échecs critiques.
Cependant, parallèlement, il collabore avec son père en tant que producteur associé sur Astérix et Obélix : Mission Cléopâtre, un énorme succès critique et commercial de l'année 2002.
Le producteur enchaîne avec des comédies cette fois plus personnelles et expérimentales : en 2005, Foon, de Les Quiches et, en 2007, Steak, de Quentin Dupieux. Mais ces deux films déçoivent commercialement. En 2006, il est en revanche producteur associé sur un succès critique et commercial, Nos jours heureux, seconde réalisation d'Éric Toledano et Olivier Nakache.
L'année 2008 lui permet de défendre deux gros projets, lui valant d'être considéré en France comme un « poids lourd du 7e art » : tout d'abord le polar en deux parties L'Instinct de mort et L'Ennemi public no 1. Réalisé par Jean-François Richet et consacré au gangster Jacques Mesrine, incarné par Vincent Cassel, ce diptyque vaut à Langmann le prix Daniel-Toscan-du-Plantier 2009, décerné en marge des César du cinéma.
Parallèlement, sort le blockbuster comique Astérix aux Jeux olympiques, l'un des plus gros budgets de l'histoire du cinéma français. Langmann produit, mais aussi co-écrit et co-réalise lui-même cette suite avec Frédéric Forestier, confiant chaque rôle du film à une personnalité médiatique. Le film coûte 78 millions d'euros et réunit plus de 6 millions de spectateurs français, quand le précédent opus signé Alain Chabat en coûte 50,3 et réunit 14 millions de français. Par ailleurs, les critiques sont très mauvaises et un échec commercial.

### Consécration et confirmation (2011-2012)

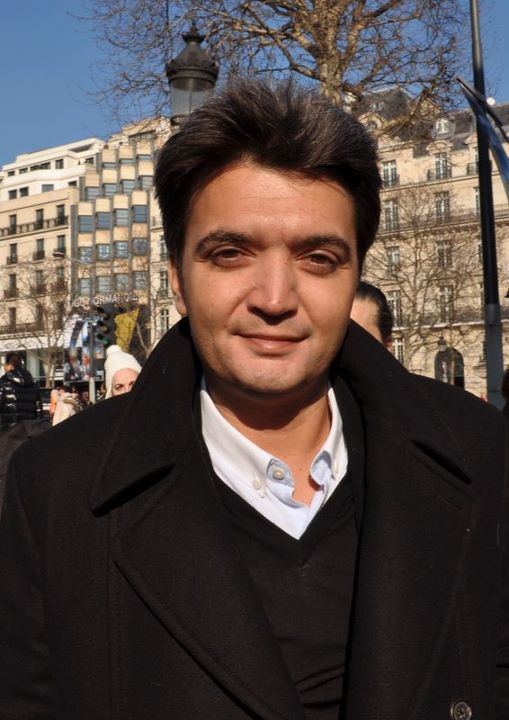
Le producteur de The Artist au déjeuner des nommés des César du cinéma 2012.

En 2009, il travaille sur un projet expérimental de Xavier Gens, Vanikoro, qui ne se concrétisera pas. En revanche, il produit en 2010 une comédie potache avec José Garcia, Le Mac, qu'il co-écrit, et dont la réalisation est confiée à Pascal Bourdiaux.
L'année 2011 marque un second tournant de sa carrière de producteur : sort le remake, La Nouvelle Guerre des boutons, dont il confie la réalisation à Christophe Barratier et parvient à réunir un casting de stars autour des enfants : Laetitia Casta, Guillaume Canet, Kad Merad, Gérard Jugnot et Marie Bunel. Le film bat de peu  la version sortie la même année  réalisée par Yann Samuell.
Mais surtout, il accède à la reconnaissance critique avec un projet risqué : un film en noir et blanc intitulé The Artist, réalisé par Michel Hazanavicius. Grand succès international, ce film remporte l'année suivante l'Oscar, le BAFTA et le César du meilleur film ainsi que le Golden Globe de la meilleure comédie.
La même année, la comédie dramatique Mon père est femme de ménage, première réalisation de la romancière Saphia Azzeddine, passe inaperçue dans les salles, malgré le prix du public au Festival international du film de comédie de l'Alpe d'Huez et la présence de François Cluzet en tête d'affiche.
En 2012, il produit un projet ouvertement commercial, la comédie populaire Stars 80, qu'il co-réalise avec Frédéric Forestier. Comme Astérix 3, le film est un joli succès commercial, à défaut de convaincre la critique.

### Projets récents (depuis 2013)
Les années suivantes sont cependant marquées par des échecs : en 2013, le thriller horrifique Maniac, de Franck Khalfoun, au casting mené par Elijah Wood et Nora Arnezeder, passe inaperçu.
L'année 2014 est marquée par trois déceptions : la comédie populaire Les Francis, de Fabrice Begotti, est un flop critique et commercial ; le thriller Colt 45, de Fabrice Du Welz, passe inaperçu, et enfin sa seconde collaboration très attendue avec Michel Hazanavicius, The Search, déçoit la critique.
En 2015, d'autres retrouvailles : Jean-François Richet dirige Vincent Cassel et François Cluzet pour la comédie dramatique Un moment d'égarement. Et en 2016, la comédie d'action À fond, de Nicolas Benamou, a pour tête d'affiche José Garcia.
En 2017, une autre comédie, Stars 80, la suite, est un échec critique et commercial.
Début 2018, ses sociétés La Petite Reine SAS et La Petite Reine Production SAS, sont placées en procédure de sauvegarde.

### Vie privée
Thomas Langmann a eu avec sa compagne d'alors Frédérique Bauer, chorégraphe et productrice de spectacle vivant, une fille, Lou, née en 2002.
En 2008, il est condamné à quatre mois de prison avec sursis pour des violences commises sur la mère de sa fille, 2 ans de mise à l’épreuve et obligation de soin pour ses addictions. Revenant en 2013 sur cet événement, il déclare : « Évidemment, on ne tape pas sur une femme. Que voulez-vous que je vous dise ? Je me suis excusé, c'était mal, mais personne n'a essayé de comprendre que la violence pouvait être des deux côtés. Rien ne m'a été épargné. On m'a même comparé à Bertrand Cantat... ».
Entre 2012 et 2017, il est en couple avec la journaliste et mannequin Céline Bosquet. Il l'épouse le 21 juin 2013 à la mairie de Sartène, en Corse-du-Sud. La cérémonie religieuse a eu lieu le lendemain, en l'église de Porto-Vecchio. En avril 2018, une enquête préliminaire est ouverte contre Thomas Langmann pour « messages malveillants réitérés » et « menaces » contre Céline Bosquet, laquelle a porté plainte pour violences et harcèlement. Ils ont un fils et une fille. Le couple est en instance de divorce,. À la suite de cette plainte, Thomas Langmann est placé en garde à vue le 2 mai 2018. Le 17 avril 2019, il est condamné à 10 mois de prison avec sursis, avec une obligation de soins pour harcèlement moral ainsi qu'au versement de 8 000 euros de dommages et intérêts, ainsi que 5 000 euros de frais de justice.

## Faits divers
En 2005, Thomas Langmann agresse François Samuelson, l'agent de Benoît Magimel, acteur qui s'était désisté au dernier moment pour incarner le rôle de Jacques Mesrine dans le film qu'il produit. Finalement, Vincent Cassel récupère le rôle et le producteur est condamné à verser un euro de dommages-intérêts à François Samuelson et payer 2 000 euros au titre des frais de justice[réf. nécessaire].
Après avoir été exclu du film Rien à déclarer, il attaque Jérôme Seydoux en justice pour ne pas avoir respecté le contrat de préférence signé entre le réalisateur Dany Boon et son père, Claude Berri. Jérôme Seydoux est condamné à lui verser 2 millions d'euros.
Lors du tournage d'Astérix aux Jeux olympiques, Thomas Langmann fait appel à une société d'escort girls pour lui fournir héroïne et des services d’escort girl. Cette affaire a été mise sur le devant de la scène lors du procès en 2008 de la directrice de la société d'escort girls qui avait été mise sous écoute judiciaires et dont les communications avec Mr. Langmann sont ainsi devenues publiques. Celle-ci a été emprisonnée un temps pour incitation à la prostitution, extorsion de fonds, chantage et infraction à la loi sur les stupéfiants. Elle a finalement été acquittée par la justice après un accord passé avec les plaignants[réf. nécessaire].

## Engagement politique
En 2012, il signe, avec dix-sept autres personnalités, une tribune dans la presse pour défendre Nicolas Sarkozy, lors de l'élection présidentielle, par amitié pour Carla Bruni qui fut l’amour de jeunesse de son frère défunt Julien Rassam, mais surtout par conviction.

## Filmographie

### Acteur
- 1980 : Je vous aime de Claude Berri : Thomas
- 1988 : Pacifico, clip vidéo d'Enzo Enzo : le jeune homme
- 1989 : Les Années sandwiches de Pierre Boutron : Victor
- 1989 : Bille en tête de Carlo Cotti : Virgile
- 1989 : Jour après jour d'Alain Attal : le groom
- 1990 : Alberto Express d'Arthur Joffé : Alberto, adolescent
- 1991 : Nuit et Jour de Chantal Akerman : Jack
- 1991 : Paris s'éveille d'Olivier Assayas : Adrien
- 1991 : Amoureuse de Jacques Doillon : Antoine
- 1992 : Tous les garçons d'Étienne Faure : Antoine
- 1993 : Le Nombril du monde d'Ariel Zeitoun : Marcel
- 1997 : Une femme très très très amoureuse d'Ariel Zeitoun : Joseph
- 1998 : Hors jeu de Karim Dridi : l'homme avec la directrice de casting
- 2002 : Le Boulet d'Alain Berberian et Frédéric Forestier : le frère du Turc (non crédité)
- 2006 : Indigènes de Rachid Bouchareb : le journaliste
- 2012 : Toussaint Louverture de Philippe Niang : Napoléon Ier
- 2013 : Platane (série télévisée) d'Éric Judor et Hafid F. Benamar : lui-même (1 épisode)

### Producteur
- 2001 : Le Boulet d'Alain Berberian et Frédéric Forestier
- 2002 : Double Zéro de Gérard Pirès
- 2005 : Foon de Les Quiches
- 2007 : Steak de Quentin Dupieux
- 2008 : L'Instinct de mort et L'Ennemi public no 1 de Jean-François Richet
- 2008 : Astérix aux Jeux olympiques de Frédéric Forestier et lui-même.
- 2009 : Vanikoro de Xavier Gens
- 2010 : Le Mac de Pascal Bourdiaux
- 2011 : La Nouvelle Guerre des boutons de Christophe Barratier
- 2011 : Mon père est femme de ménage de Saphia Azzeddine
- 2011 : The Artist de Michel Hazanavicius
- 2012 : Stars 80 de Frédéric Forestier et lui-même
- 2013 : Maniac de Franck Khalfoun
- 2014 : Les Francis de Fabrice Begotti
- 2014 : Colt 45 de Fabrice Du Welz et Frédéric Forestier
- 2014 : The Search de Michel Hazanavicius
- 2015 : Un moment d'égarement de Jean-François Richet
- 2016 : À fond de Nicolas Benamou
- 2017 : Stars 80, la suite de lui-même

### Producteur associé
- 1998 : Astérix et Obélix contre César de Claude Zidi
- 2001 : Astérix et Obélix : Mission Cléopâtre d'Alain Chabat
- 2006 : Nos jours heureux d'Éric Toledano et Olivier Nakache

### Producteur délégué
- 2002 : Blueberry, l'expérience secrète de Jan Kounen

### Réalisateur
- 2008 : Astérix aux Jeux Olympiques, coréalisé avec Frédéric Forestier
- 2012 : Stars 80, coréalisé avec Frédéric Forestier
- 2017 : Stars 80, la suite

### Scénariste
- 2002 : Le Boulet d'Alain Berbérian et Frédéric Forestier
- 2008 : Astérix aux Jeux olympiques de Thomas Langmann et Frédéric Forestier
- 2017 : Stars 80, la suite

### Présentateur
- 2014-2015 : Frères d'armes, série télévisée historique de Rachid Bouchareb et Pascal Blanchard : présentation du Général Dumas

## Théâtre
- 2000 : Show Business de George Huang, mise en scène Thomas Langmann, Théâtre de la Gaîté-Montparnasse

## Distinctions
Les informations ci-dessous proviennent du site Internet Movie Database

### Récompenses
- Oscars 2012 : meilleur film pour The Artist (en tant que producteur)

### Nominations

#### En tant que producteur
- César 2009 : meilleur film pour L'Instinct de mort et L'Ennemi public no 1
- Brutus 2009 :  meilleur film pour Astérix aux Jeux olympiques

#### En tant qu'acteur
- César 1992 :  meilleur espoir masculin pour Paris s'éveille
- César 1989 : meilleur espoir masculin pour Les Années sandwiches